# Kahramanmaraş

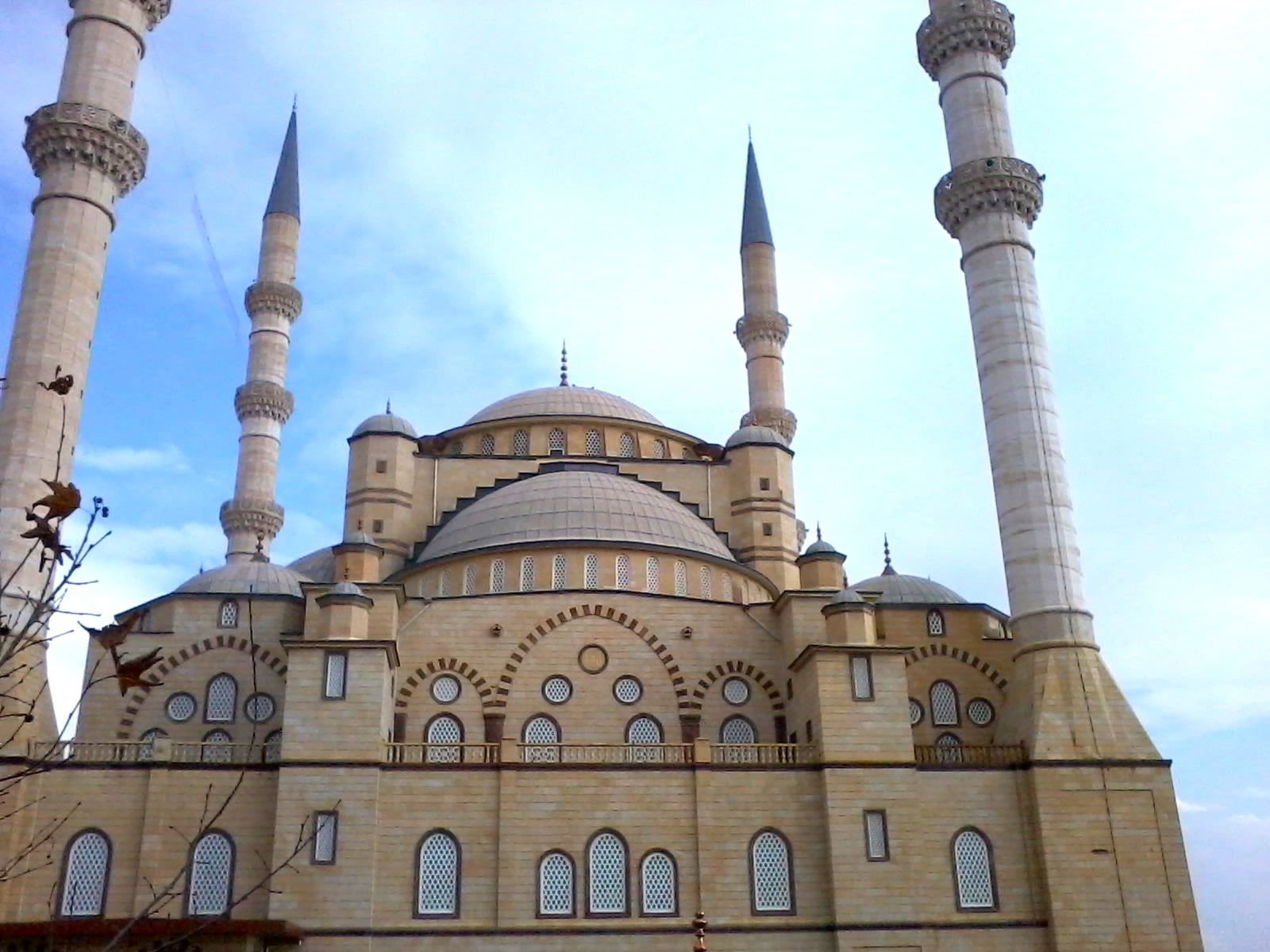
L'esterno della Grande Moschea

Kahramanmaraş è una città della Turchia meridionale, capoluogo della omonima provincia.

## Nome
La città era chiamata Maraş fino a 1973, quando venne aggiunto l'attributo Kahraman (eroica) in riferimento alla sollevazione avvenuta all'inizio della guerra di Cilicia, durante la guerra d'indipendenza turca.

## Storia

### Antichità
Maraş (Marqas) era la capitale del regno neo-ittita di Gurgum nell'Età del Ferro. Quando gli Assiri conquistarono il regno nel 711 a.C., Marqas divenne la capitale provinciale e sembra che sia rimasta tale fino alla fine dell'Impero assiro.
L'imperatore romano Caligola ribattezzò la città Germanicia Caesarea in onore del padre Germanico. Questo nome fu usato sotto i Bizantini come Germanikeia. I crociati chiamarono la città Sebastia.

### Medioevo
Nel 675 circa vi nacque Leone III Isaurico.
Gli arabi conquistarono la città intorno al 645 e la usarono come base per le incursioni in Asia Minore. Distrutta più volte durante le lotte arabo-bizantine-armene, la città fu ricostruita dal califfo omayyade Muʿāwiya I e ampliata intorno all'800 dal califfo abbaside Hārūn ar-Raschīd.
A partire dal 1071, Maraş divenne il centro di governo di Filareto Bracamio, che stabilì la propria base di potere nel sud-est dell'Impero bizantino dopo la sconfitta dell'imperatore Romano IV Diogene nella battaglia di Manzicerta, intorno al 1071. Il suo territorio comprendeva anche Antiochia ed Edessa. Dopo la morte di Filareto, il suo ufficiale Tatul assunse il governo di Maraş e fu riconosciuto dall'imperatore Alessio I Comneno.
I cristiani che parteciparono alla prima crociata occuparono brevemente Maraş intorno al 1097, Baldovino I di Gerusalemme conquistò Maraş nel 1103 e la incorporò nel principato di Antiochia. Nel 1114 la città fu distrutta da un terremoto; secondo la cronaca di Matteo di Edessa, furono uccise 40 000 persone, il che probabilmente è un'esagerazione. Gli effetti della catastrofe si sono fatti sentire fino a Sis. Nel 1135, i Danishmendidi assediarono senza successo Maraş. Nel 1146, Baldovino di Maraş cadde mentre tentava, insieme a Joscelin II, di riconquistare Edessa contro Nur ad-Din. Il suo successore Reinoldo di Maraş cadde nel 1149 nella battaglia di Inab; il deposto Joscelin II prese il potere a Maraş come cognato di Reinhold, ma fuggì nel 1150 davanti all'attacco dei Selgiuchidi di Rum sotto il sultano Mas'ud I. Sembra che la città sia poi passata a Nur ad-Din, che nel 1171 cedette Maraş al principe Mleh della Piccola Armenia in cambio di un prigioniero bizantino di alto rango.
Quando il Piccolo Impero Armeno fu schiacciato dai Mamelucchi egiziani nel XIV secolo, Maraş passò sotto il dominio dei Dulkadir prima che la città entrasse a far parte dell'Impero ottomano sotto il sultano Selim I intorno al 1515.

### Epoca moderna

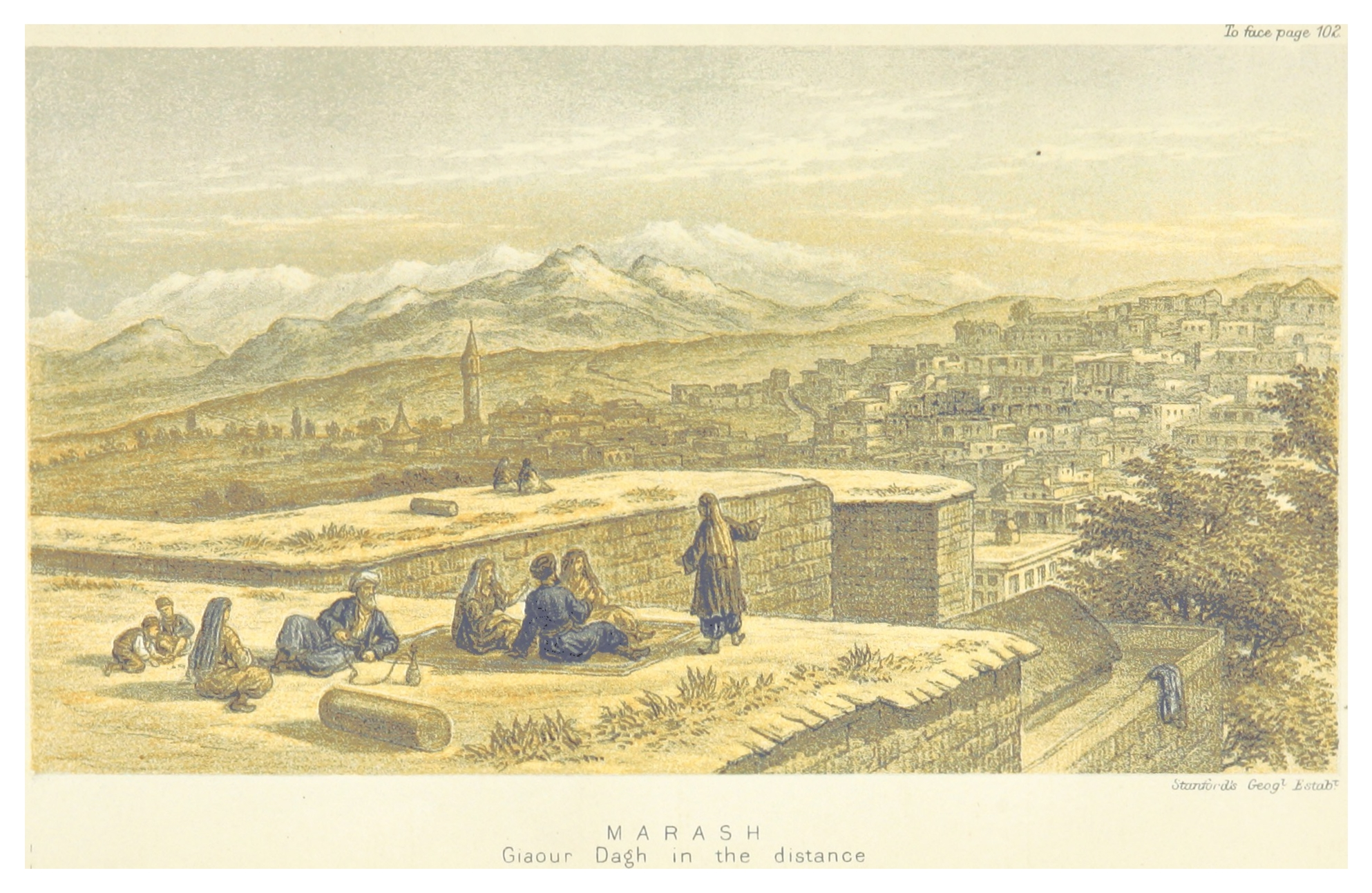
Veduta della città nel 1859

Alla fine del XIX secolo, la città si trovava nel Vilayet di Aleppo ed era la capitale di un sangiaccato. All'epoca aveva 25 moschee, diverse chiese armene, numerosi bagni pubblici e 10 000-15 000 abitanti, molti dei quali armeni. Tra gli artigiani, spiccavano i tintori di rosso turco, i tessitori e i fabbricanti di pettini.
Nel 1919, le truppe francesi occuparono la città di Maraş e la provincia circostante. La resistenza contro gli occupanti fu avviata dallo studioso Sütçü İmam, si diffuse rapidamente e gli insorti riuscirono a sconfiggere i francesi. Molti cittadini morirono in queste circostanze, come testimonia ancora oggi un luogo chiamato Kanlıdere ("Ruscello insanguinato"). Nel 1973, Maraş è stata insignita del nome onorario di Kahraman ("eroica") per la resistenza. La vittoria sui battaglioni francesi del generale Gouraud motivò i combattenti turchi di tutto il Paese a resistere alle forze di occupazione. Seguì la conquista di Urfa e Antep, che ricevettero i nomi onorifici di Gaziantep ("Antep vittoriosa") e Şanlıurfa ("Urfa gloriosa").
Kahramanmaraş è l'unica città ad essere stata insignita dell'İstiklâl Madalyası , ossia la Medaglia dell'Indipendenza, poiché i francesi furono cacciati dalle forze locali nella città prima dell'intervento delle truppe della Kuvayı Milliye (la milizia di Atatürk).
Le tre settimane di battaglia per Maraş nel 1920 furono accompagnate anche da massacri di Armeni, che si erano reinsediati nella regione dopo il genocidio.
La sorte degli Armeni si aggravò quando i francesi decisero di ritirarsi dalla città. Secondo i rapporti iniziali, il bilancio delle vittime armene ammontava a 16 000, poi rivisto a 5 000-12 000, cifre oggi considerate più attendibili.
Nel dicembre 1978, ebbe luogo il cosiddetto "Massacro di Maraş", in cui la minoranza degli Aleviti venne colpita ferocemente. Un gruppo nazionalista turco, i Lupi Grigi, incitò alla violenza che causò più di 100 morti. L'incidente fu importante per la decisione del governo turco di dichiarare la legge marziale e il successivo colpo di stato militare turco del 1980.

## Società

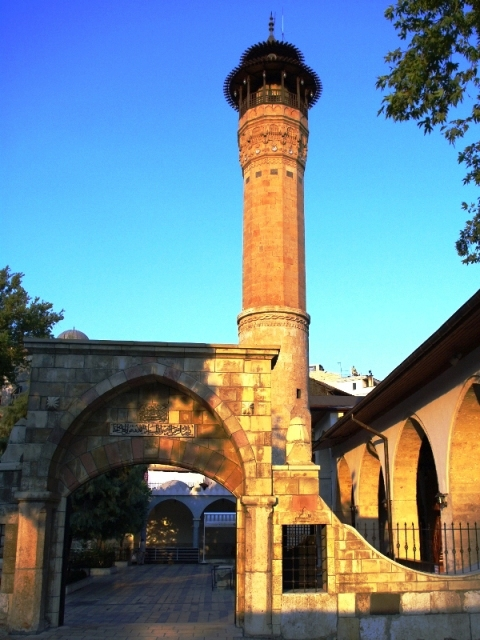
Minareto della Grande Moschea

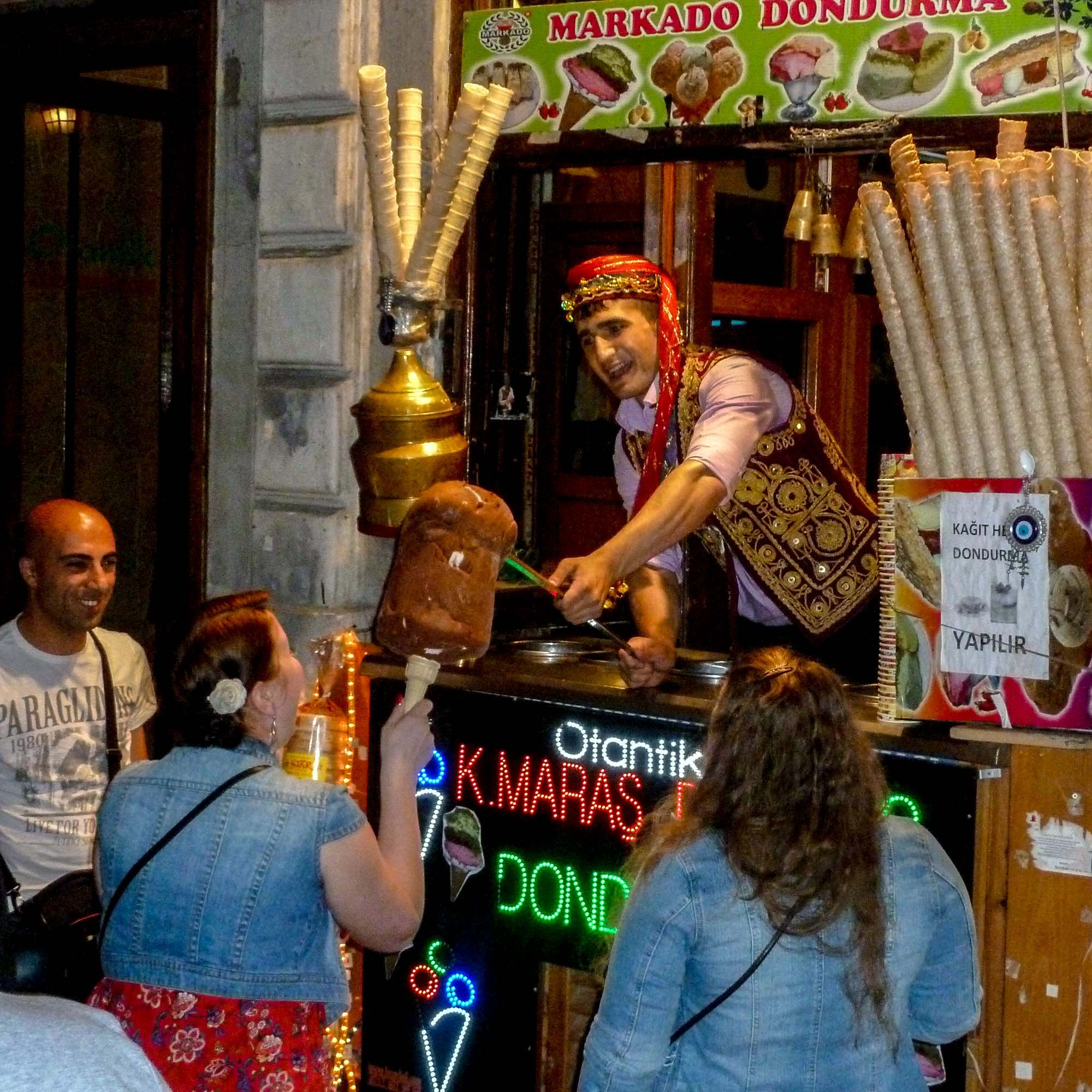
Il famoso Dundurma, Maraş Dondurması di Kahramanmaraş

Fino al genocidio armeno, avvenuto a partire dal 1915, numerose famiglie armene vivevano a Maraş. I sopravvissuti al genocidio che si rifugiarono in Armenia fondarono il quartiere di Nork-Marash (in turco Yeni Maraş) a Erevan.
La popolazione cittadina conta attualmente una cospicua minoranza alevita.

## Cultura
Culturalmente, la città ha una grande ricchezza. Ci sono molti edifici antichi che meritano di essere visti e un interessante centro storico. Numerose stradine antiche, botteghe artigiane e la cittadella medievale costituiscono il nucleo del centro cittadino. Ci sono anche bazar coperti, grandi vie dello shopping e ottime pasticcerie. Ci sono anche diverse moschee, tra cui la Kahramanmaraş Ulu Cami del XV secolo, madrase e alcune chiese di epoca bizantina. Inoltre, a Kahramanmaraş si trova anche la terza moschea più grande della Turchia, la Abdulhamithan Camii (capacità di circa 10 000 persone).
A ovest della città scorre il fiume Ceyhan, che qui viene arginato per formare tre bacini artificiali. Altre attrazioni includono prati di montagna, laghi, sorgenti, cascate e grotte di stalattiti.
A Kahramanmaraş esiste anche un Museo Archeologico, che ospita, tra l'altro, una ricca collezione di sculture ittite.

## Monumenti e luoghi d'interesse
- Grande Moschea di Kahramanmaraş (Kahramanmaraş Ulu Cami)
- Museo archeologico di Kahramanmaraş

## Specialità culinarie
La specialità della regione è il gelato chiamato Dondurma, ossia il Maraş Dondurması, tradizionalmente prodotto con latte di capra e neve del monte Ahırdağ. Questo gelato ha una consistenza elastica, simile a gomma. È entrato nel Guinness dei primati quando è stato teso da un palo dell'elettricità all'altro, o congelato su autobus da sollevare con una gru usando il ghiaccio.